# Захисник (футбол)
Захисни́к (у футболі) — гравець, який на полі розташований за півзахисниками і перед воротарем. Головні завдання захисників: відібрати м'яча у гравців суперника або перекрити їм дорогу до воріт.

## Історія захисної тактики

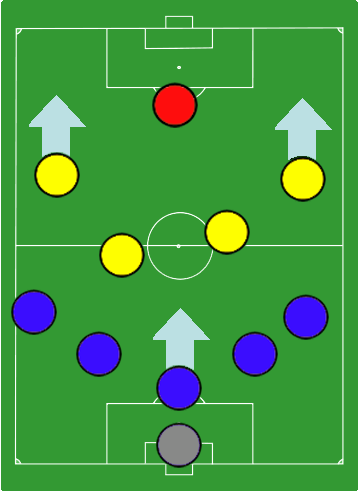
Класична захисна формація катеначо з двома фланговими захисниками, двома центральними та одним ліберо.

У найдавніших футбольних іграх не було захисників у теперішньому розумінні цього слова. Кожен гравець намагався самотужки заволодіти м'ячем і забити його у ворота. У XIX сторіччі гравці вперше почали використовувати командну гру — футболіст, який володів м'ячем, не вибивав його якнайдалі вперед, а старався передати м'яча своєму партнеру з команди. Стало зрозуміло, що важливо не тільки вразити ворота противника, але й оборонити свої. Тепер деякі гравці йшли атакувати, а інші намагалися завадити суперникам.
В Англії, після прийняття перших футбольних правил, почали використовувати першу тактичну систему: 9 нападників, 1 захисник та воротар. Згодом кількох гравців відтягнули у середню лінію задля можливості більше контролювати центр поля. Кількість захисників збільшувалася поряд із розвитком футбольної майстерності — спершу був лише один, потім — 2 чи 3. Зрештою, після чемпіонату світу 1958 року і аж дотепер оптимальною кількістю захисників вважають 4: двоє центральних та двоє бічних (правий і лівий).

## Центральні захисники
Ці захисники є головними оборонцями доступу до своїх воріт. Якщо центральний захисник помилиться, то нападнику суперника відкриється прямий доступ до воріт. На цій позиції на перший план виходить надійність та впевненість — захисник за будь-яку ціну повинен перешкодити супернику пройти себе. Захисники такого типу майже не виходять за середню лінію поля, вони менш рухливі ніж бічні, але значно потужніші фізично, вищі (переважно понад 180 см) і добре грають головою. Свої фізичні дані центральні захисники використовують під час розіграшів кутових та штрафних ударів, бо тоді вони мають перевагу у зрості.
Серед найвідоміших центральних захисників — Ліліан Тюрам, Джон Террі, Ріо Фердінанд, Карлес Пуйоль, Фабіо Каннаваро, Алесандро Неста, Паоло Мальдіні.

## Ліберо
Ліберо (від італ. libero, тобто вільний) — захисники, що не мають чіткого місця на полі, натомість вільно переміщуючись полем та граючи «на підстраховці». Інша розповсюджена назва цих захисників — свіпери (від англ. sweep, зачищати) також свідчить про їх роль на футбольному полі. Як правило, з усіх польових гравців розміщуються найближче до власних воріт, за спинами інших гравців оборони та мають вступати у гру проти гравця атаки противника, який пройшов крізь захисну лінію.
Серед найвідоміших ліберо світового футболу — Франц Бекенбауер, Лотар Маттеус, Франко Барезі.

## Бічні (флангові) захисники
Ці захисники грають по флангах біля бокових ліній.
В обороні їхнім головним завданням є грати проти бічних атакувальних гравців суперника: забрати м'яча; завадити противнику здійснити прохід по флангу; перешкодити віддати пас; завадити вдарити по воротях.
В нападі допомагають швидкісні дані. У сучасному футболі команди намагаються максимально використовувати флангові проходи для швидких атак. Коли партнери володіють м'ячем, бічні захисники часто йдуть вперед. Їхня швидкість допомагає блискавично здійснити ривок по флангу і зробити простріл до воріт чи дати пас гравцю своєї команди. Отже, бічний захисник повинен бути швидким, рухливим і спритним. Він мусить зупиняти всі проходи нападників у «своїй» (правій чи лівій) частині поля. Хороша техніка володіння м'ячем і точний пас є їхньою головною зброєю під час атак. Бічні захисники переважно невисокі, швидкі та витривалі. Найчастіше зліва грають лівші, справа — правші.
Серед найвідоміших лівих флангових захисників — Ешлі Коул, Роберто Карлос.

Серед найвідоміших правих флангових захисників — Кафу, Гарі Невілл, Віллі Саньйоль.

## Українські захисники
Найвідомішими українськими захисниками у радянського футболі були Михайло Фоменко, Анатолій Дем'яненко, Андрій Баль, Володимир Безсонов і Сергій Балтача, а після проголошення незалежності Олег Лужний, Владислав Ващук, Андрій Несмачний і Володимир Єзерський.